# Vatsikparsi
Vatsikparsi (georgiska: ვაციკფარსი; ryska: Вацигпарс, Vatsigpars) är ett berg på gränsen mellan norra Georgien och Ryssland. Toppen på Batsikparsi är 3 573 meter över havet.